# エトルリア王国

エトルリア王国
Regno d'Etruria (イタリア語)

エトルリア王国の地図

エトルリア王国（エトルリアおうこく、イタリア語: Regno d'Etruria）は、19世紀初頭のイタリアに存在した王国である。

## 名称
かつてのこの地域の呼称であった「エトルリア」の名称が用いられた。元々この地域を支配していた国家はトスカーナ大公国であり、エトルリアの名称は用いられていなかった。

## 概説
19世紀初頭のイタリア半島に存在した国家であり、その建国と滅亡の経緯からしても完全にナポレオンのフランス帝国の衛星国家であり、フランスによる間接支配のための傀儡国家であった。国王には、ブルボン朝の系譜を継ぐ名門であったブルボン＝パルマ家のカルロ・ルドヴィーコ1世を即位させた。

## 歴史

### 建国
1801年2月9日に締結されたリュネヴィルの和約を受けて、トスカーナ大公国はフランスの手に渡り廃止された。同年3月21日にナポレオンによる傀儡国家としてエトルリア王国が成立した。エトルリアとは、トスカーナの古名である。王位にはブルボン＝パルマ家のルドヴィーコ1世がついた。ルドヴィーコが死ぬと、子のルドヴィーコ2世ことカルロ2世ルドヴィーコが王位を継承した。

### 解消
しかし1807年のフォンテーヌブローの密約によりポルトガルがスペインとフランスによって分割併合されると、ナポレオンはカルロ2世ルドヴィーコをポルトガル北部に新設した傀儡国家北ルシタニア王国の王とし、エトルリア王国の方は廃止してフランス帝国に併合した。2年後ナポレオンは妹のエリザを女大公としてトスカーナ大公国を復活させている。